# Teatro Galia
El Teatro Galia es un monumento histórico localizado en la ciudad de Lanco, Región de Los Ríos, Chile. Fue construido entre 1943 y 1945 por Felipe Barthou Lapouple, quien adaptó a la realidad local el modelo balloon frame e incluyó algunos elementos del art déco; su diseño estuvo a cargo del propio Barthou, junto a Juan Polette Saint-Simon. El edificio funcionó como cinematógrafo y teatro hasta su cierre en 1980.
Pertenece al conjunto de monumentos nacionales de Chile desde el año 2013 en virtud del Decreto 45 del 23 de enero del mismo año; se encuentra en la categoría «Monumentos Históricos».

## Historia

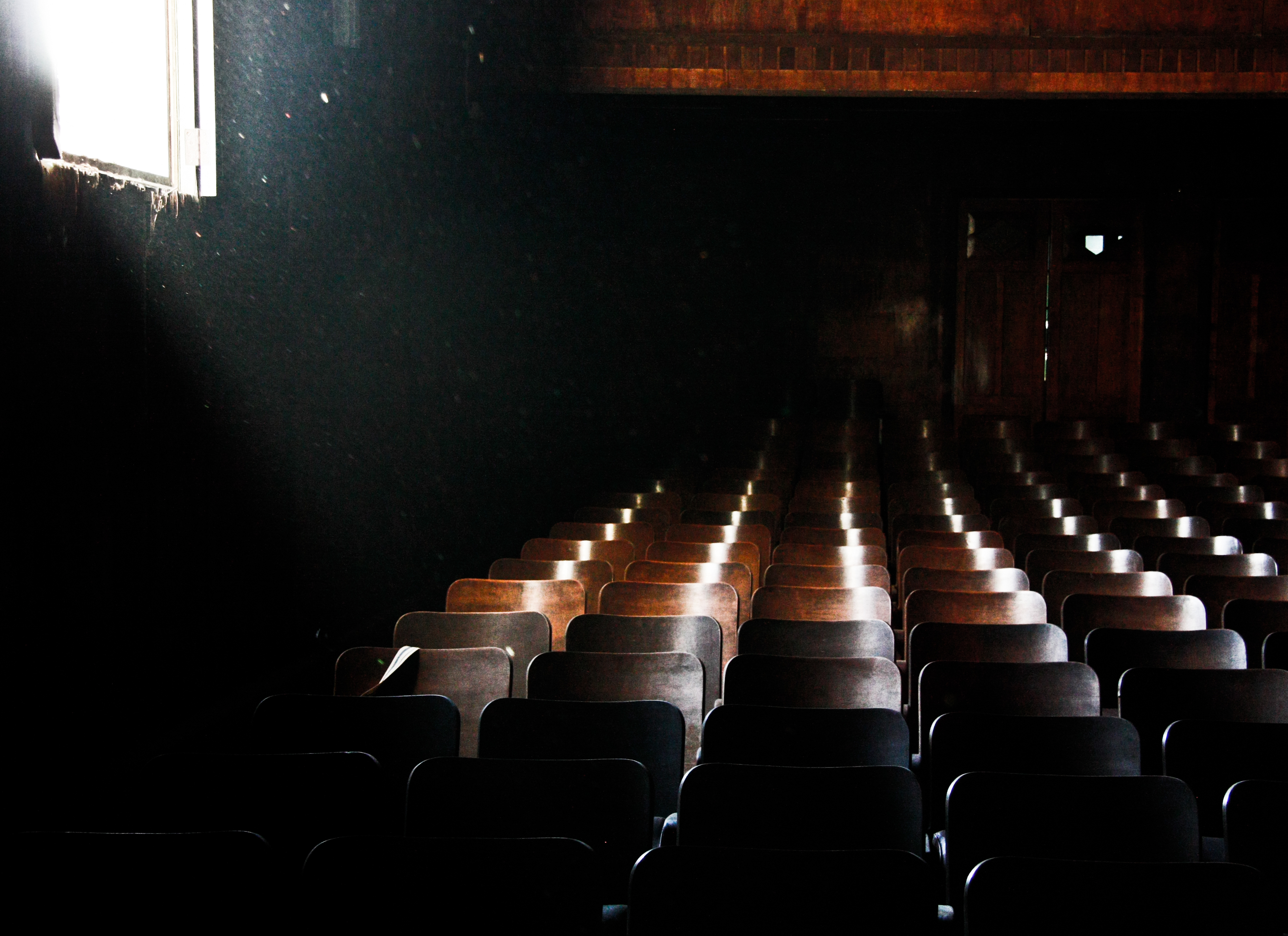
Vista interior del Teatro Galia en Lanco.

El edificio y su historia están muy ligados a la fundación de la comuna de Lanco y a Felipe Barthou Lapouple, pionero de origen francés considerado como uno de los fundadores de la ciudad. Su construcción se remite al período 1943 y 1945, mientras que su inauguración fue el año 1945; en ella, se utilizó principalmente madera nativa. El teatro tiene una superficie de 635,51 m², y mientras funcionaba, contenía una capacidad para 500 personas.
Para el Consejo de Monumentos Nacionales, este bien patrimonial «se trata de un modelo foráneo de edificación (balloom frame), llevado a cabo a partir de la realidad local con el uso de maderas nobles (roble pellín, laurel, lingue). Asimismo, representa un hito urbano pues se ubica frente a la plaza que históricamente ha sido el punto neurálgico del pueblo».
Tras su edificación, el teatro «vino a complementar el auge ferroviario y de puerto seco del sector, derivando a poco andar en un cinematógrafo de alcance provincial». Dejó de funcionar regularmente a principios de la década de 1980, y aún se conservan algunos elementos interiores; en el año 2000, el edificio fue adquirido por la municipalidad en orden a buscar su conservación y restauración. se creó un proyecto de restauracionde 787,76 m² con una capacidad de 278 espectadores.
La restauración comienza el 2017, en un proyecto financiado por el Gobierno Regional, de un costo de 2.196 millones.
Se utiliza roble para mejorar y reconstruir.  
Se reduce el aforo a 241 butacas, pero la superficie se aumenta a 947m², lo que incluye nuevos baños, salas técnicas, salas talleres, cafetería, oficinas y espacio administrativo, sala de proyección y de sonido, espacio para camarines y bodegas, además de un pasaje lateral al aire libre.
Oficialmente se entrega el 5 de marzo de 2020